# Kiss Árpád (színművész)
Kiss Árpád, Kiss Árpád Lajos Elek (Németbogsán, 1878. december 27. – Budapest, 1934. január 2.) színész, színigazgató.

## Életútja
Apja, dr. Kiss Mihály/Miksa járásorvos, anyja Asbóth Ilona. A Ludovika Akadémia elvégzése után öt évig katonatiszt volt, majd rövid ideig Hegyi Aranka növendéke. 1903–1904 között Mezei Kálmánnál volt gyakorlaton. A pályát Újpesten kezdte, a Vasgyáros Bligny hercege volt az első szerepe. 1908–1909 között Kunhegyi Miklósnál lépett színpadra. Vidéki működése alatt egyben titkárként is működött, majd 1909. április hó 14-én színigazgatásba fogott és mint ilyen 1914–1918 között Szatmárt, 1914–1915 között illetve 1922–1930 között Békéscsabán, 1918–1920 között Nyíregyházán, 1918–1922 között Ungváron és Munkácson, 1923–1928 között, valamint 1930–1931 között Makón, 1928–1932 között Sopronban, 1930–1932 között Székesfehérvárott és Veszprémben, 1931–1932 között Szombathelyen működött. 1932-ben csődbe ment. Az Országos Színészegyesület tanácsosa volt. Halálát szervi agybaj okozta.
Neje Kövi (Kövy) Kornélia színésznő, aki született 1881. július 9-én, Keszthelyen, 1909. április 14-én kötöttek házasságot Budapesten. Színipályára lépett 1896. augusztus 23-án Leszkay Andrásnál, 1928-ban nyugdíjba ment.